# Cubatyphlops notorachius
Cubatyphlops notorachius — вид змій родини сліпунів (Typhlopidae). Ендемік Куби.

## Поширення і екологія
Cubatyphlops notorachius відомі з двох місцевостей, розташованих на південному сході Куби, в провінції Гуантанамо. Вони живуть в колючих прибережних чагарникових заростях.